# Гассвилл (Арканзас)
Гассвилл (англ. Gassville, Arkansas) — город, расположенный в округе Бакстер (штат Арканзас, США) с населением в 1706 человек по статистическим данным переписи 2000 года.

## География
По данным Бюро переписи населения США город Гассвилл имеет общую площадь в 8,81 квадратных километров, водных ресурсов в черте населённого пункта не имеется.
Гассвилл расположен на высоте 233 метра над уровнем моря.

## Демография
По данным переписи населения 2000 года в Гассвилле проживало 1706 человек, 474 семьи, насчитывалось 653 домашних хозяйств и 712 жилых домов. Средняя плотность населения составляла около 192 человек на один квадратный километр. Расовый состав Гассвилла по данным переписи распределился следующим образом: 97,83 % белых, 0,18 % — чёрных или афроамериканцев, 0,41 % — коренных американцев, 0,29 % — азиатов, 0,06 % — выходцев с тихоокеанских островов, 0,88 % — представителей смешанных рас, 0,35 % — других народностей. Испаноговорящие составили 1,17 % от всех жителей города.
Из 653 домашних хозяйств в 34,5 % — воспитывали детей в возрасте до 18 лет, 56,0 % представляли собой совместно проживающие супружеские пары, в 12,7 % семей женщины проживали без мужей, 27,4 % не имели семей. 23,9 % от общего числа семей на момент переписи жили самостоятельно, при этом 11,3 % составили одинокие пожилые люди в возрасте 65 лет и старше. Средний размер домашнего хозяйства составил 2,45 человек, а средний размер семьи — 2,89 человек.
Население города по возрастному диапазону по данным переписи 2000 года распределилось следующим образом: 26,8 % — жители младше 18 лет, 6,8 % — между 18 и 24 годами, 27,5 % — от 25 до 44 лет, 20,2 % — от 45 до 64 лет и 18,6 % — в возрасте 65 лет и старше. Средний возраст жителей составил 37 лет. На каждые 100 женщин в Гассвилле приходилось 84,8 мужчин, при этом на каждые сто женщин 18 лет и старше приходилось 78,5 мужчин также старше 18 лет.
Средний доход на одно домашнее хозяйство в городе составил 25 478 долларов США, а средний доход на одну семью — 30 481 доллар. При этом мужчины имели средний доход в 22 955 долларов США в год против 17 267 долларов среднегодового дохода у женщин. Доход на душу населения в городе составил 12 221 доллар в год. 11,7 % от всего числа семей в округе и 18,9 % от всей численности населения находилось на момент переписи населения за чертой бедности, при этом 25,4 % из них были моложе 18 лет и 14,0 % — в возрасте 65 лет и старше.